# Charlie Spoonhour
Charles Graham Spoonhour, detto Charlie (Mulberry, 23 giugno 1939 – Chapel Hill, 1º febbraio 2012), è stato un allenatore di pallacanestro statunitense.

## Palmarès
- Henry Iba Award (1994)